# 茜蒙·仙諾
茜蒙·仙諾（法語：Simone Signoret，1921年3月25日—1985年9月30日），犹太人，法國电影女演員，於1959年憑電影《金屋淚》成為法国第一位奥斯卡金像奖得主。